# Windpark Kloosterlanden
Windpark Kloosterlanden bestaat uit twee windturbines en staat direct ten noorden van de A1 bij Deventer.
Dit park is een samenwerking van Pure Energie met de Deventer Energie Coöperatie en in 2015 in gebruik genomen.
Het vermogen van de twee Enercon E-92 turbines is 2,35 MW. De rotordiameter is 92 meter, met een as op 85 meter hoogte. 

## Trivia
Onderaan de oostelijke windmolen is graffiti geplaatst door de plaatselijke grafisch kunstenaar Egbert Scheffer.